# Крижанівський Іван Іванович
Крижанівський Іван Іванович (8 березня 1867, Київ — 9 грудня 1924, Ленінград) — російський фізіолог, композитор і музикознавець.

## З життєпису
Навчався грі на скрипці у Отакара Шевчика в Києві. Здобув медичну освіту, доктор медицини (1909). З 1901 року працював в Санкт-Петербурзькому медичному інституті, в тому числі під керівництвом І. П. Павлова. Вивчав, зокрема, фізіологічні аспекти музичної діяльності, читав спеціальні курси в цій області, в 1922 опублікував монографію «Фізіологічні основи фортепіанної техніки». Підсумкова праця Крижанівського «Біологічні основи розвитку музики» залишився по-російськи в рукопису, проте виконаний з цього рукопису переклад С. В. Прінг був опублікований в 1928 видавництвом Оксфордського університету (The biological bases of the evolution of music).
У 1900 Крижанівський закінчив Санкт-Петербурзьку консерваторію по класу композиції М. А. Римського-Корсакова, входив у Бєляєвський гурток. З його нечисленних творів М. Монтегю-Натан виділяв сонату для скрипки і фортепіано; критик «Нью-Йорк Таймс», відгукуючись на виконання Олександром Шмуллером скрипкової Балади Крижанівського, відзначав, що вона містить цікаві музичні ідеї, заслуговували кращої обробки. Крижанівський також виступав в якості музичного критика.